# Screen Actors Guild Award du meilleur acteur dans une série télévisée dramatique

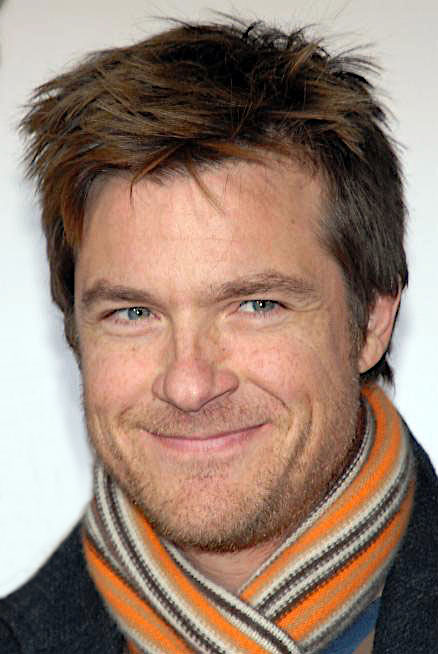
Jason Bateman (Ozark), lauréat du prix 2023

Le Screen Actors Guild Award du meilleur acteur dans une série télévisée dramatique (Screen Actors Guild Award for Outstanding Performance by a Male Actor in a Drama Series) est le prix remis chaque année par la Screen Actors Guild.

## Palmarès
Le lauréat est indiqué en gras.

Le symbole « ♙ » indique une nomination et « ♕ » le gagnant au Primetime Emmy Award du meilleur acteur dans une série télévisée dramatique la même année.

### Années 1990
- 1995 : Dennis Franz pour le rôle d'Andy Sipowicz dans New York Police Blues (NYPD Blue) ♕
  - Hector Elizondo pour le rôle de Phillip Watters dans La Vie à tout prix (Chicago Hope)
  - Mandy Patinkin pour le rôle de Jeffrey Geiger dans La Vie à tout prix (Chicago Hope)
  - Tom Skerritt pour le rôle de Jimmy Brock dans Un drôle de shérif (Picket Fences) ♙
  - Patrick Stewart pour le rôle de Jean-Luc Picard dans Star Trek : La Nouvelle Génération (Star Trek: The Next Generation)

- 1996 : Anthony Edwards pour le rôle de Mark Greene dans Urgences (ER) ♙
  - George Clooney pour le rôle de Doug Ross dans Urgences (ER) ♙
  - David Duchovny pour le rôle de Fox Mulder dans X-Files : Aux frontières du réel (The X-Files)
  - Dennis Franz pour le rôle d'Andy Sipowicz dans New York Police Blues (NYPD Blue)  ♙
  - Jimmy Smits pour le rôle de Bobby Simone dans New York Police Blues (NYPD Blue) ♙

- 1997 : Dennis Franz pour le rôle d'Andy Sipowicz dans New York Police Blues (NYPD Blue) ♕
  - George Clooney pour le rôle de Doug Ross dans Urgences (ER) ♙
  - David Duchovny pour le rôle de Fox Mulder dans X-Files : Aux frontières du réel (The X-Files)
  - Anthony Edwards pour le rôle de Mark Greene dans Urgences (ER) ♙
  - Jimmy Smits pour le rôle de Bobby Simone dans New York Police Blues (NYPD Blue) ♙

- 1998 : Anthony Edwards pour le rôle de Mark Greene dans Urgences (ER) ♙
  - David Duchovny pour le rôle de Fox Mulder dans X-Files : Aux frontières du réel (The X-Files) ♙
  - Dennis Franz pour le rôle d'Andy Sipowicz dans New York Police Blues (NYPD Blue) ♕
  - Jimmy Smits pour le rôle de Bobby Simone dans New York Police Blues (NYPD Blue) ♙
  - Sam Waterston pour le rôle de Jack McCoy dans New York, police judiciaire (Law & Order) ♙

- 1999 : Sam Waterston pour le rôle de Jack McCoy dans New York, police judiciaire (Law & Order)
  - David Duchovny pour le rôle de Fox Mulder dans X-Files : Aux frontières du réel (The X-Files) ♙
  - Anthony Edwards pour le rôle de Mark Greene dans Urgences (ER) ♙
  - Dennis Franz pour le rôle d'Andy Sipowicz dans New York Police Blues (NYPD Blue) ♙
  - Jimmy Smits pour le rôle de Bobby Simone dans New York Police Blues (NYPD Blue) ♙

### Années 2000
- 2000 : James Gandolfini pour le rôle de Tony Soprano dans Les Soprano (The Sopranos) ♙
  - David Duchovny pour le rôle de Fox Mulder dans X-Files : Aux frontières du réel (The X-Files)
  - Dennis Franz pour le rôle d'Andy Sipowicz dans New York Police Blues (NYPD Blue) ♕
  - Martin Sheen pour le rôle du Président Josiah Bartlet dans À la Maison-Blanche (The West Wing)
  - Jimmy Smits pour le rôle de Bobby Simone dans New York Police Blues (NYPD Blue) ♙

- 2001 : Martin Sheen pour le rôle du Président Josiah Bartlet dans À la Maison-Blanche (The West Wing) ♙
  - Tim Daly pour le rôle de Richard Kimble dans Le Fugitif (The Fugitive)
  - Anthony Edwards pour le rôle de Mark Greene dans Urgences (ER)
  - Dennis Franz pour le rôle d'Andy Sipowicz dans New York Police Blues (NYPD Blue) ♙
  - James Gandolfini pour le rôle de Tony Soprano dans Les Soprano (The Sopranos) ♕

- 2002 : Martin Sheen pour le rôle du Président Josiah Bartlet dans À la Maison-Blanche (The West Wing) ♙
  - Richard Dreyfuss pour le rôle de Max Bickford dans The Education of Max Bickford
  - Dennis Franz pour le rôle d'Andy Sipowicz dans New York Police Blues (NYPD Blue) ♙
  - James Gandolfini pour le rôle de Tony Soprano dans Les Soprano (The Sopranos) ♕
  - Peter Krause pour le rôle de Nate Fisher dans Six Feet Under (Six Feet Under)

- 2003 : James Gandolfini pour le rôle de Tony Soprano dans Les Soprano (The Sopranos)
  - Michael Chiklis pour le rôle de Vic Mackey dans The Shield ♕
  - Martin Sheen pour le rôle du Président Josiah Bartlet dans À la Maison-Blanche (The West Wing) ♙
  - Kiefer Sutherland pour le rôle de Jack Bauer dans 24 heures chrono (24) ♙
  - Treat Williams pour le rôle d'Andy Brown dans Everwood

- 2004 : Kiefer Sutherland pour le rôle de Jack Bauer dans 24 heures chrono (24)
  - Peter Krause pour le rôle de Nate Fisher dans Six Feet Under (Six Feet Under) ♙
  - Anthony LaPaglia pour le rôle de Jack Malone dans FBI : Portés disparus (Without a Trace)
  - Martin Sheen pour le rôle du Président Josiah Bartlet dans À la Maison-Blanche (The West Wing) ♙
  - Treat Williams pour le rôle d'Andy Brown dans Everwood ♙

- 2005 : Jerry Orbach pour le rôle de Lennie Briscoe dans New York, police judiciaire (Law & Order)
  - Hank Azaria pour le rôle de Craig Huffstodt dans Huff
  - James Gandolfini pour le rôle de Tony Soprano dans Les Soprano (The Sopranos) ♙
  - Anthony LaPaglia pour le rôle de Jack Malone dans FBI : Portés disparus (Without a Trace) ♙
  - Kiefer Sutherland pour le rôle de Jack Bauer dans 24 heures chrono (24) ♙

- 2006 : Kiefer Sutherland pour le rôle de Jack Bauer dans 24 heures chrono (24) ♙
  - Alan Alda pour le rôle de Arnold Vinick dans À la Maison-Blanche (The West Wing)
  - Patrick Dempsey pour le rôle de Derek Shepherd dans Grey's Anatomy
  - Hugh Laurie pour le rôle de Gregory House dans Dr House (House) ♙
  - Ian McShane pour le rôle d'Al Swearengen dans Deadwood ♙

- 2007 : Hugh Laurie pour le rôle de Gregory House dans Dr House (House)
  - Michael C. Hall pour le rôle de Dexter Morgan dans Dexter
  - James Gandolfini pour le rôle de Tony Soprano dans Les Soprano (The Sopranos)
  - James Spader pour le rôle d'Alan Shore dans Boston Justice (Boston Legal)
  - Kiefer Sutherland pour le rôle de Jack Bauer dans 24 heures chrono (24) ♕

- 2008 : James Gandolfini pour le rôle de Tony Soprano dans Les Soprano (The Sopranos) ♙
  - Michael C. Hall pour le rôle de Dexter Morgan dans Dexter
  - Jon Hamm pour le rôle de Don Draper dans Mad Men
  - Hugh Laurie pour le rôle de Gregory House dans Dr House (House) ♙
  - James Spader pour le rôle d'Alan Shore dans Boston Justice (Boston Legal) ♕

- 2009 : Hugh Laurie pour le rôle de Gregory House dans Dr House (House) ♙
  - Michael C. Hall pour le rôle de Dexter Morgan dans Dexter ♙
  - Jon Hamm pour le rôle de Don Draper dans Mad Men ♙
  - William Shatner pour le rôle de Denny Crane dans Boston Justice (Boston Legal)
  - James Spader pour le rôle d'Alan Shore dans Boston Justice (Boston Legal) ♙

### Années 2010
- 2010 : Michael C. Hall pour le rôle de Dexter Morgan dans Dexter ♙
  - Simon Baker pour le rôle de Patrick Jane dans Mentalist (The  Mentalist) ♙
  - Bryan Cranston pour le rôle de Walter White dans Breaking Bad ♕
  - Jon Hamm pour le rôle de Don Draper dans Mad Men ♙
  - Hugh Laurie pour le rôle de Gregory House dans Dr House (House) ♙

- 2011 : Steve Buscemi pour le rôle de Enoch "Nucky" Thompson dans Boardwalk Empire
  - Michael C. Hall pour le rôle de Dexter Morgan dans Dexter ♙
  - Bryan Cranston pour le rôle de Walter White dans Breaking Bad ♕
  - Jon Hamm pour le rôle de Don Draper dans Mad Men ♙
  - Hugh Laurie pour le rôle de Gregory House dans Dr House (House) ♙

- 2012 : Steve Buscemi pour le rôle d'Enoch "Nucky" Thompson  dans Boardwalk Empire ♙
  - Patrick J. Adams pour le rôle de Mike Ross dans Suits, avocats sur mesure (Suits)
  - Kyle Chandler pour le rôle d'Eric Taylor dans Friday Night Lights ♕
  - Bryan Cranston pour le rôle de Walter White dans Breaking Bad ♙
  - Michael C. Hall pour le rôle de Dexter Morgan dans Dexter ♙

- 2013 : Bryan Cranston pour le rôle de Walter White dans Breaking Bad ♙
  - Steve Buscemi pour le rôle d'Enoch "Nucky" Thompson  dans Boardwalk Empire ♙
  - Jeff Daniels pour le rôle de Will McAvoy dans The Newsroom
  - Jon Hamm pour le rôle de Don Draper dans Mad Men ♙
  - Damian Lewis pour le rôle de Nicholas Brody dans Homeland ♕

- 2014 : Bryan Cranston pour le rôle de Walter White dans Breaking Bad ♙
  - Steve Buscemi pour le rôle d'Enoch "Nucky" Thompson dans Boardwalk Empire
  - Jeff Daniels pour le rôle de Will McAvoy dans The Newsroom ♕
  - Peter Dinklage pour le rôle de Tyrion Lannister dans Game of Thrones ♙[2]
  - Kevin Spacey pour le rôle de Francis "Frank" Underwood dans House of Cards ♙

- 2015 : Kevin Spacey pour le rôle de Francis "Frank" Underwood dans House of Cards
  - Steve Buscemi pour le rôle d'Enoch "Nucky" Thompson dans Boardwalk Empire
  - Peter Dinklage pour le rôle de Tyrion Lannister dans Game of Thrones
  - Woody Harrelson pour le rôle de Martin Hart dans True Detective
  - Matthew McConaughey pour le rôle de Rust Cohle dans True Detective
- 2016 : Kevin Spacey pour le rôle de Francis "Frank" Underwood dans House of Cards
  - Peter Dinklage pour le rôle de Tyrion Lannister dans Game of Thrones
  - Jon Hamm pour le rôle de Don Draper dans Mad Men
  - Rami Malek pour le rôle d'Elliot Alderson dans Mr. Robot
  - Bob Odenkirk pour le rôle de Jimmy McGill / Saul Goodman dans Better Call Saul
- 2017 : John Lithgow pour le rôle de Winston Churchill dans The Crown
  - Sterling K. Brown pour le rôle de Randall Pearson dans This Is Us
  - Peter Dinklage pour le rôle de Tyrion Lannister dans Game of Thrones
  - Rami Malek pour le rôle d'Elliot Alderson dans Mr. Robot
  - Kevin Spacey pour le rôle de Francis "Frank" Underwood dans House of Cards
- 2018 : Sterling K. Brown pour le rôle de Randall Pearson dans This Is Us
  - Jason Bateman pour le rôle de Martin "Marty" Byrde dans Ozark
  - Peter Dinklage pour le rôle de Tyrion Lannister dans Game of Thrones
  - David Harbour pour le rôle de Jim Hopper dans Stranger Things
  - Bob Odenkirk pour le rôle de Jimmy McGill / Saul Goodman dans Better Call Saul
- 2019 : Jason Bateman pour le rôle de Martin "Marty" Byrde dans Ozark ♙
  - Sterling K. Brown pour le rôle de Randall Pearson dans This Is Us ♙
  - Joseph Fiennes pour le rôle de Fred Waterford dans The Handmaid's Tale : La Servante écarlate (The Handmaid's Tale)
  - John Krasinski pour le rôle de Jack Ryan dans Jack Ryan
  - Bob Odenkirk pour le rôle de Jimmy McGill / Saul Goodman dans Better Call Saul

### Années 2020
- 2020 : Peter Dinklage pour le rôle de Tyrion Lannister dans Game of Thrones
  - Sterling K. Brown pour le rôle de Randall Pearson dans This Is Us
  - Steve Carell pour le rôle de Mitch Kessler dans The Morning Show
  - Billy Crudup pour le rôle de Cory Ellison dans The Morning Show
  - David Harbour pour le rôle de Jim Hopper dans Stranger Things

- 2021 : Jason Bateman pour le rôle de Martin "Marty" Byrde dans Ozark
  - Sterling K. Brown pour le rôle de Randall Pearson This Is Us
  - Josh O'Connor pour le rôle du Prince Charles dans The Crown
  - Bob Odenkirk pour le rôle de Saul Goodman dans Better Call Saul
  - Regé-Jean Page pour le rôle de Simon Basset dans La Chronique des Bridgerton

- 2022 : Lee Jung-jae pour le rôle de Seong Gi-hun dans Squid Game
  - Brian Cox pour le rôle de Logan Roy dans  Succession
  - Billy Crudup pour le rôle de Cory Ellison dans The Morning Show
  - Kieran Culkin pour le rôle de Roman Roy dans Succession
  - Jeremy Strong pour le rôle de Kendall Roy dans Succession

- 2023 : Jason Bateman pour le rôle de Martin "Marty" Byrde dans Ozark
  - Jonathan Banks pour le rôle de Mike Ehrmantraut dans Better Call Saul
  - Jeff Bridges pour le rôle de Dan Chase / Henry Dixon / Johnny Kohler dans The Old Man
  - Bob Odenkirk pour le rôle de Saul Goodman dans Better Call Saul
  - Adam Scott pour le rôle de Mark Scout dans Severance

- 2024 : Pedro Pascal pour le rôle de Joel Miller dans The Last of Us
  - Brian Cox pour le rôle de Logan Roy dans Succession
  - Billy Crudup pour le rôle de Cory Ellison dans The Morning Show
  - Kieran Culkin pour le rôle de Roman Roy dans Succession
  - Matthew Macfadyen pour le rôle de Tom Wambsgans dans Succession

- 2025 : Hiroyuki Sanada pour le rôle de Yoshii Toranaga dans Shōgun
  - Tadanobu Asano pour le rôle de Kashigi Yabushige dans Shōgun
  - Jeff Bridges pour le rôle de Dan Chase / Henry Dixon / Johnny Kohler dans The Old Man
  - Gary Oldman pour le rôle de Jackson Lamb dans Slow Horses
  - Eddie Redmayne pour de rôle du Jackal dans The Day of the Jackal

## Statistiques

### Nominations multiples
Acteurs
8 : Dennis Franz
7 : James Gandolfini
6 : Michael C. Hall, Jon Hamm, Hugh Laurie
5 : Steve Buscemi, Bryan Cranston, Peter Dinklage, David Duchovny, Anthony Edwards, Martin Sheen, Kiefer Sutherland
4 : Kevin Spacey, Jimmy Smits
3 : Sterling K. Brown, Bob Odenkirk, James Spader
2 : Jason Bateman, George Clooney, Jeff Daniels, Peter Krause, Anthony LaPaglia, Rami Malek, Sam Waterston, Treat Williams
Séries
13 : New York Police Blues
8 : Les Soprano
7 : À la Maison-Blanche, Dr House, Urgences
6 : Dexter, Mad Men
5 : 24 heures chrono, Boardwalk Empire, Breaking Bad, Game of Thrones, X-Files : Aux frontières du réel
4 : Boston Justice, House of Cards
3 : Better Call Saul, New York, police judiciaire, Succession, This Is Us
2 : Everwood, FBI : Portés disparus, Mr. Robot, New York, police judiciaire, The Newsroom, Ozark, Six Feet Under, This Is Us, True Detective, La Vie à tout prix

### Récompenses multiples
Acteurs
3 : James Gandolfini
2 : Steve Buscemi, Bryan Cranston, Anthony Edwards, Dennis Franz, Hugh Laurie, Martin Sheen, Kevin Spacey, Kiefer Sutherland
Séries
3 : Les Soprano
2 : 24 heures chrono, À la Maison-Blanche, Boardwalk Empire, Breaking Bad, Dr House, House of Cards, New York, police judiciaire, New York Police Blues, Urgences

## Faits marquants
- La série Les Soprano a été nommée 8 fois pour le Screen Actors Guild Award du meilleur acteur dans une série dramatique et 11 fois pour celui du meilleure actrice dans une série dramatique, soit 16 fois en tout. Elle a également remporté 3 prix dans chaque catégorie, soit 6 en tout.
- La série New York Police Blues a été nommée 13 fois pour le Screen Actors Guild Award du meilleur acteur dans une série dramatique et 5 fois pour celui du meilleure actrice dans une série dramatique, soit 18 fois en tout.
- La série Boston Justice est alternativement considérée comme une série comique (2006, avec 3 nominations : 1 pour meilleure actrice et 2 pour meilleur acteur) et comme une série dramatique (2007, 2008, 2009 avec à chaque fois 1 nomination de James Spader pour meilleur acteur).